# Кримінальний кодекс Естонії
Кримінальний кодекс Естонії  від 06 червня 2001 р. (оригінальна назва Пенітенціарний кодекс Естонії (Естонської Республіки), ест. karistusseadustik) – законодавчий акт, що регулює питання відповідальності та покарання за суспільно небезпечну поведінку (винуваті діяння) в Естонії. Чинний з 01 вересня 2002 р. Цей нормативний акт тільки за назвою (Пенітенціарний кодекс) є чимось новим. За суттю ж він відтворює положення звичайного кримінального кодексу і за змістом є таким. Він базується на положеннях німецької кримінально-правової доктрини. 
Згідно з ч. 1 ст. 3 КК Естонії винуватим діянням визнається каране діяння,  передбачене цим Кодексом чи іншим законом. Відповідно до ч. 2 ст. 3 Кодексу винуватими діяннями є злочини і проступки.  Злочином визнається винувате діяння, передбачене цим Кодексом, за вчинення якого для фізичної особи як основне покарання передбачено грошове стягнення чи тюремне ув’язнення, а для юридичної особи – грошове стягнення чи примусове припинення (ч. 3 ст. 3).  Проступком визнається винувате діяння, передбачене цим Кодексом чи іншим законом, за вчинення якого як покарання передбачений штраф чи арешт (ч. 4 ст. 3). У випадку вчинення особою  діяння, що відповідає складам проступку і злочину, особа карається лише за вчинення злочину. Якщо покарання за злочин не призначається, то особу може бути покарано за вчинення проступку (ч. 5 ст. 3). За ступенем тяжкості злочини  поділяються на злочини першого ступеня  (з максимумом покарання понад п’ять років позбавлення волі, довічним позбавленням волі чи примусовим припиненням юридичної особи – ч. 2 ст. 4), злочини другого ступеня (з максимумом покарання до п’яти років позбавлення волі чи грошове стягнення – ч. 3 ст. 4). 
КК Естонії передбачає можливість кримінальної відповідальності юридичних осіб (ст. 37, ч. 9 ст. 44, ст. 45, 46, ч. 2 ст. 47, ч. 2 ст. 49-1, ст. 55-1, ст. ст. 118, 133, 133-1, 133-2,134, 138 та ін.). 
Стаття 451 КК Естонії передбачає, що Кримінальний (Пенітенціарний) кодекс вводиться  в дію окремим Законом.